# Diparisca ferrierei
Diparisca ferrierei är en stekelart som beskrevs av Karl-Johan Hedqvist 1964. Diparisca ferrierei ingår i släktet Diparisca och familjen puppglanssteklar. Inga underarter finns listade i Catalogue of Life.